# Cerradomys subflavus
Cerradomys subflavus är en däggdjursart som först beskrevs av Wagner 1842.  Cerradomys subflavus ingår i släktet Cerradomys och familjen hamsterartade gnagare. Inga underarter finns listade i Catalogue of Life.
Denna gnagare förekommer i östra Brasilien. Den lever i låglandet och i kulliga områden upp till 500 meter över havet. Arten vistas i fuktiga skogar och på jordbruksmark.